# فهرست خدای ویدنر
فهرست خدای ویدنر اسم قراردادی یکی از فهرست خدایان در بین‌النهرین است.

## تاریخچه
فهرست خدای ویدنر یکی از فهرست‌های خدای  استاندارد بین‌النهرینی بود.

## محتوا
طبیعت فهرست خدای ویدنر «آموزشی» توصیف شده است. برخی از رونوشت‌های آن برای تمرین کاتبان تشخیص داده شده‌اند. این توافق وجود دارد که استفاده از آن در برنامه درسی مدرسه‌های کتابت گسترده بوده است. این کارکرد حداقل از دوره بابلی میانه وجود داشته، گرچه ممکن است در بعضی مکان‌ها از دوره بابلی باستان چنین وضعیتی برقرار بوده باشد. این فهرست در مرحله‌های ابتدایی تحصیل کتابت تدریس می‌شد. از کاتبان شاگرد انتظار می‌رفت فهرست‌های واژه‌ای که هر روز پیچیده‌تر می‌شدند را رونویسی کنند. این کار با شمارش نشانه‌هایی که بر اساس شکل مشابه اولین گوه‌ها یا تلفظ مرتب شده‌اند، آغاز می‌شد و در نهایت به گردآوری مشابه واژه‌های مختلف منجر می‌شد. این واژه‌ها به صورت موضوعی مرتب می‌شدند، مثلا بر اساس دترمیناتیو (نشانگر) همراهشان، همانگونه که در مورد فهرست نام‌های خدایان انجام می‌شد. آشنایی کاتبان با ترکیب پانتئون به احتمال زیاد یکی از جنبه‌های انتقال یک مفهوم ایده‌آل از میراث مشترک سومری-اکدی بود.

## خارج از بین‌النهرین
در هزاره دوم پیشا دوران مشترک، فهرست خدای ویدنر در بین‌النهرین علیا و فراتر از آن منتشر شد و رونوشت‌های آن در اوگاریت، ایمار و امارنه پیدا شده است.